# Boca Raton, Florida
Boca Raton är en stad i Palm Beach County, i delstaten Florida, USA. Enligt United States Census Bureau hade staden 2015 en folkmängd på 93 235 invånare och har en landarea på 76 kvadratkilometer. Boca Raton ligger vid Interstate 95 och U.S. Route 1, cirka 70 kilometer norrut från Miami.
Artisten Ariana Grande föddes här den 26 juni 1993.